# Maria Nicolussi
Maria Nicolussi (* 28. Juni 1882 in Trient; † 18. Dezember 1961 in Bozen) war eine Lehrerin in Südtirol, die sich gegen die Italianisierungsmaßnahmen des faschistischen Regimes zur Wehr setzte und die sogenannten Katakombenschulen mitbegründete. Sie spielte eine entscheidende Rolle bei der Erhaltung der deutschen Kultur und Bildung in einer Zeit, als diese bedroht war.

## Leben
Maria Nicolussi wurde 1882 in Trient geboren. Ihr Vater stammte aus der deutschen Sprachinsel Lusern, war Lehrer und später Direktor an der deutschen Grundschule San Marco in Trient. Ihr Bruder war der Südtiroler Jurist und Politiker Eduard Reut-Nicolussi. Den Fußstapfen ihres Vaters folgend, erwarb Maria Nicolussi 1903 die Lehrbefähigung für die deutsche und italienische Schule. Ab 1905 unterrichtete Maria Nicolussi an der Mädchenvolksschule in der Bozner Mustergasse unter der Direktorin Emma von Leurs. Ihre Lehrtätigkeit wurde jedoch 1926 aufgrund des Unterrichtsgesetzes „Lex Gentile“ (benannt nach dem damaligen Unterrichtsminister Giovanni Gentile) beendet, das Lehrerinnen mit deutscher Muttersprache aus dem Schuldienst ausschloss.

## DieKatakombenschulenund der Widerstand
Maria Nicolussi war zusammen mit dem Kanonikus Michael Gamper eine der treibenden Kräfte der sogenannten Katakombenschulen. Diese illegalen Schulen waren eine Reaktion auf die Repressalien des faschistischen Regimes gegen die deutsche Sprache und Kultur in Südtirol. Sie war Mitglied des „Schulausschusses“, der die technische und didaktische Arbeit für die Schulen leistete. Als Leiterin des Bezirkes Bozen übernahm Maria Nicolussi die Verantwortung für die Organisation und Koordination der Schulen und wurde zur pädagogischen Schlüsselfigur innerhalb der Katakombenschule. Sie legte Lehrpläne fest, inspizierte den Unterricht und spielte eine zentrale Rolle bei der Ausbildung der Lehrerinnen. Sie besorgte didaktische Hilfsmittel, die vielfach nach Südtirol geschmuggelt werden mussten. Sie half auch, Anwälte für angeklagte Lehrerinnen zu verpflichten. Maria Nicolussi setzte auch ihre beruflichen Verbindungen ein. Als Mitarbeiterin beim Verlag „Vogelweide“ half sie bei der Herausgabe der antifaschistischen Jugendzeitschrift Der kleine Postillion, die als Lese- und Schreibübungen für den Unterricht diente und an die Lehrerinnen der Geheimschulen geschickt wurde.
Maria Nicolussi wurde nie für ihren illegalen Einsatz belangt, obwohl sie mehrmals ins Visier der Behörden geraten war.

## Nach dem Zweiten Weltkrieg
Nach dem Zweiten Weltkrieg kehrte Maria Nicolussi nicht in den Schuldienst zurück, sondern arbeitete als Lektorin und Schriftleiterin beim Verlag „Vogelweide“ in Bozen. Sie war weiterhin in der Bildung aktiv und half bei der Herausgabe von Schulbüchern.